# 1994 في ماليزيا
فيما يلي قوائم الأحداث التي وقعت خلال عام 1994 في ماليزيا.

## سياسة

### انتهاء فترة المنصب
- 25 أبريل – أصلان شاه اية بيراك يانغ دي-برتوان أغونغ.

## رياضة
- 1 يناير – جائزة ماليزيا الكبرى للدراجات النارية 1994

## مواليد

### ديسمبر
- 17 ديسمبر – فرد رشيد لاعب كرة قدم ماليزي.

## وفيات

### أكتوبر
- 18 أكتوبر – جيمس ماكدونالد كاسيلز (مواليد 1924) فيزيائي بريطاني.